# لوك روبنسون
لوك روبنسون (بالإنجليزية: Luke Robinson)‏ هو مصارع محترف أمريكي، ولد في 13 يناير 1985 في أوبورن في الولايات المتحدة.

## روابط خارجية
- لوك روبنسون على موقع CageMatch worker (الإنجليزية)
- لوك روبنسون على موقع قاعدة بيانات المصارعة على الإنترنت (الإنجليزية)